# Zwei im andern Land

Titelgestaltung von 1934

Zwei im andern Land ist ein utopischer Roman des Berliner Rabbiners Martin Salomonski. Die Groteske erschien ab Juni 1933 als Fortsetzungsroman in der Jüdisch-liberalen Zeitung und 1934 als Buch. Der Roman beschäftigt sich mit jüdischer Identität, kosmischem Zionismus und der Lösung der sogenannten Judenfrage.

## Zeitgeschichtlicher Hintergrund
Am 30. Januar 1933 war Adolf Hitler zum Reichskanzler ernannt worden, und seit dem Ermächtigungsgesetz vom 24. März 1933 regierte die NSDAP unumschränkt im Deutschen Reich. Im April wurde das Gesetz zur Wiederherstellung des Berufsbeamtentums mit dem „Arierparagraphen“ verabschiedet, das jüdische Bürger aus dem Beamtentum ausschloss. Flankiert wurde die Maßnahme von einem Gesetz über die Zulassung zur Rechtsanwaltschaft vom 7. April, einer Verordnung über die Zulassung von Ärzten zur Tätigkeit bei den Krankenkassen vom 22. April, die jüdische und kommunistische Ärzte von den Krankenkassen ausschloss, und einem Gesetz gegen die Überfüllung deutscher Schulen und Hochschulen vom 25. April 1933, das jüdischen Mitbürgern die höhere Bildung verwehrte. Die „Judenfrage“ war akut geworden.

## Roman

### Vorabdruck

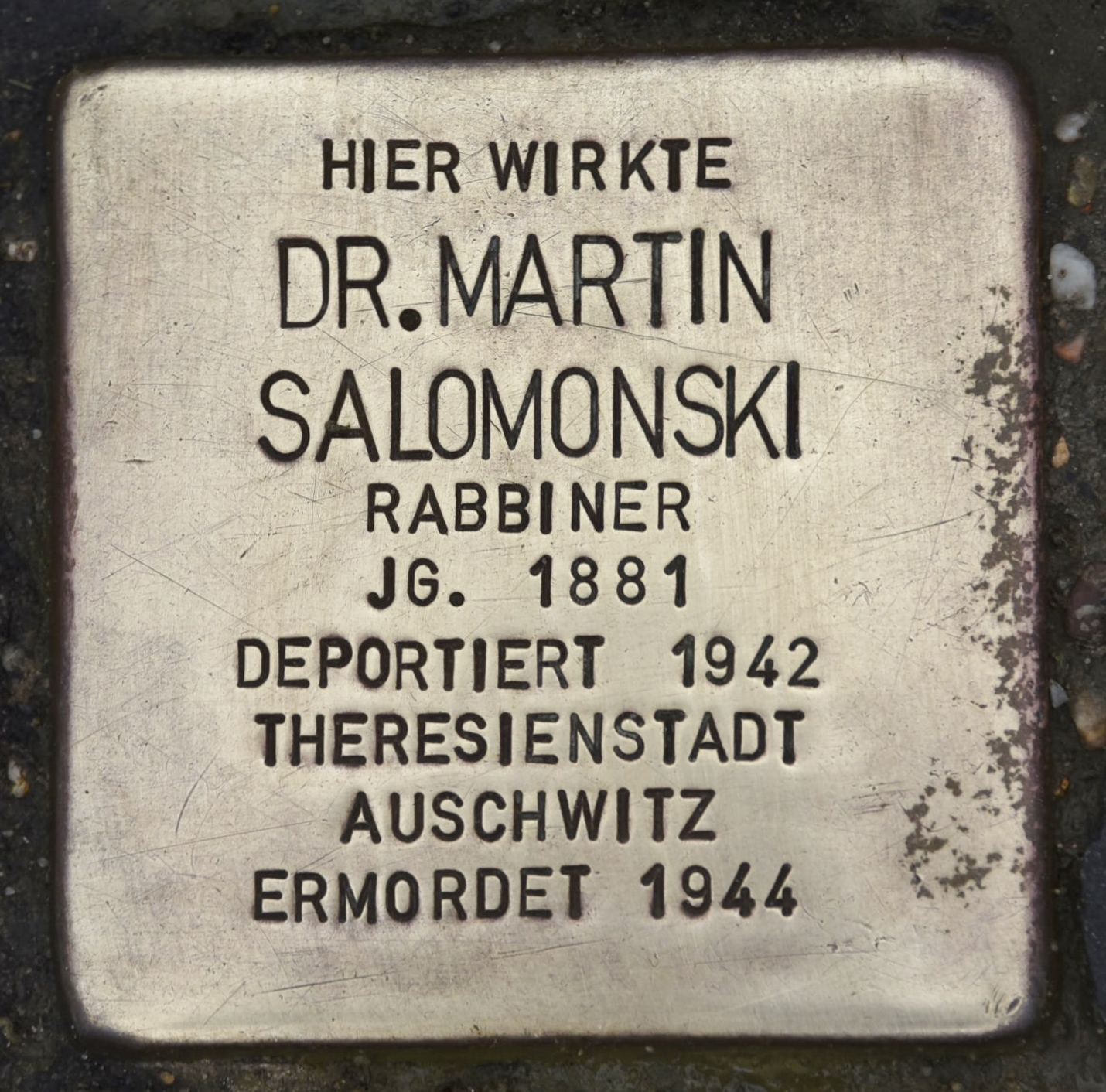
Stolperstein für den Autor und Rabbiner Martin Salomonski in Frankfurt (Oder)

Die Jüdisch-liberale Zeitung druckte die Geschichte vom 1. Juni bis zum 22. Dezember 1933 in 14-täglichen Fortsetzungen ab. Als Autor war Stefan Reginald Marknes angegeben, ein Pseudonym des Rabbiners Martin Salomonski. In der Ankündigung auf Seite 1 heißt es: „Aus unserer stürmischen Welt geraten wir in ein anderes Land, das aber keineswegs temperamentlos ist. Romane bedürfen nicht sehr der Geographie, und darum wird es jeder nach seinem Geschmack suchen und am bekannten und ersehnten Lebenskreis vergleichen. (…) Das Ganze wird keine Tragödie, und darum sind Form und Geschehnis nicht auf wuchtige und harte Sprache stilschwer eingestellt. Es ist schon zeitgemäßer, wenn der Quell der Unterhaltung munter plätschert und kleine Wahrheiten und Freundlichkeiten uns lächeln lassen.“

### Buchausgabe
Im März 1934 erschien Zwei im andern Land in Buchform im Benjamin Harz Verlag. Diesmal wurde Martin Salomonski als Autor genannt. Das Buch war der zweite Roman des Rabbiners; im Jahr 1928 hatte Salomonski mit Die geborene Tugendreich einen autobiografisch eingefärbten Großstadtroman veröffentlicht. Ergänzt wurde der Mondroman durch vierzig Fußnoten von Stefan Reginald Marknes, der nun irritierenderweise als Kritiker auftritt, sowie durch zwei Notenseiten (S. 202 ff.).

### Die Welt
Die Geschichte spielt in einer antizipierten Zukunft des Jahres 1953. Weder der Holocaust noch der Zweite Weltkrieg sind bekannt. In der transatlantischen Küstenmetropole „Maimi“ (sic!) wird mit Doublos bezahlt, in Berlin immer noch mit Reichsmark. Berlin steht hier für das alte Europa, wenn auch inzwischen unterirdische „Blitzzüge“ vom Alexanderplatz zum Bahnhof Zoo rasen. Maimi hingegen dient als Folie für eine kapitalistische Gesellschaftsordnung amerikanischer Prägung. Es gibt Hochhäuser, sechsspurige Autostraßen und eine hohe Arbeitslosigkeit. In Maimi haben sowohl der „Egoisten-Klub“ als auch der „Club anständiger Leute“ ihren Sitz. Doch es leben nur noch wenige Juden in Berlin, viele hatten das Land zwanzig Jahre zuvor verlassen müssen.

### Inhalt
Protagonisten sind Victor Arago und Micaela Cohn, genannt Mica. Sie verkörpern die beiden großen Zweige des europäischen Judentums, die sephardischen und die aschkenasischen Juden. Victor Arago ist Marrane, ein Nachfahre zwangsgetaufter spanischer Juden, und von Beruf Werbetexter und Erfinder. Victor hat eine Art Empfangsgerät konstruiert, das persönliche Erinnerungen mittels „Induktorbrillen“ aus dem menschlichen Gedächtnis abrufen und auf eine Leinwand projizieren kann. Dieses „Tonfilm-Patent“ möchte Victor an das im Egoistenklub organisierte Großkapital verkaufen.
Mica ist Halbwaise und in einem Kloster aufgewachsen. Ihre Eltern mussten Deutschland zu Beginn der Dreißigerjahre verlassen. Die Mutter starb während der Flucht, der Vater gilt als verschollen. Mica beginnt eine Ausbildung in einem großen Kaufhaus und leitet in ihrer Freizeit den ausschließlich aus jungen Frauen bestehenden „Club anständiger Leute“ (C.A.L.), der als Gegenspieler des Egoistenklubs auftritt. Der Club anständiger Leute entführt Victor, um den Verkauf seines Patents an den Egoistenklub zu verhindern.
Während der Mondfinsternis vom 26. Juli 1953 gelangen Mica und Victor unverhofft über eine von Johannes Kepler erdachten „Erdbrücke“ auf den Mond. „Sie fühlten sich magisch angezogen, ihre Körper hoben sich von der Erde, und in einem Zustand der Erstarrung, der völligen Bewusstlosigkeit schwebten sie in unausdenkbarer Geschwindigkeit nach oben, dem Mond entgegen.“
Auf dem Mond trifft das Paar auf eine jahrtausendalte Zivilisation, die nur aus Juden besteht. Angeführt wird diese ausgerechnet von Micaelas Vater Michael. Dank ihres himmlischen Vaters wird Mica ihre jüdische Abstammung bewusst und sie beginnt, sich für das Judentum und die Lösung der „Judenfrage“ zu interessieren.
Während einer weiteren Eklipse, diesmal ist es eine Sonnenfinsternis, geht es über die „Schattenbrücke“ auf die Erde zurück, allerdings ins alte Europa, nach Berlin. Die erste Person, mit der sie Bekanntschaft machen, ist Fritz Cohn, Micas Onkel mütterlicherseits. Mica erfährt mehr über ihre jüdische Mutter und entdeckt zudem, dass sie von Victor schwanger ist. Solcherart verwandelt möchte sie für sich und ihr Neugeborenes ein sicheres Zuhause und eine feste Heimat finden. Ihre Vision: Ein Neuanfang der „Gesamtjudenheit“ auf dem Mond. Die Juden sammeln sich in einem Camp an der Küste Nordafrikas und werden während einer neuen Mondfinsternis über die bereits erwähnte „Keplerbrücke“ zum Erdtrabanten gebracht. Die Geschichte endet mit der interplanetaren Separation von Juden und Nichtjuden.

### Personenverzeichnis
- Victor Arago: Werbetexter und Erfinder eines Erinnerungsempfängers
- Micaela ‚Mica‘ Cohn: Halbwaise und Haupthandelnde
- Micas Vater Michael: Anführer der Mondkolonie
- Berliner Ehepaar Fritz und Susi Cohn: Micas Onkel bzw. Tante
- Club anständiger Leute (C.A.L.): Ruth Laporta, die Zwillinge Ella und Bella, Golde, Billie
- Egoistenklub: Aimée Laporta, Warenhauskönig Laporta, Geheimer Conseilrat Awigdor, Geheimrat Amigo, Kommissionsrat Fidele-Carambolo

## Intertextualität und Realität

Frontispiz auf Deutsch (1898)

Im Buch ist explizit von der „Judenfrage“ die Rede. Zum Erscheinungszeitpunkt war der Begriff schon ein Schlüsselwort mit antisemitischem Beiklang. Im Buch wird ein Territorialisierungsprojekt beschrieben, das den Jüdinnen und Juden eine Heimat geben soll, jedoch fiktionalisiert im interplanetaren Maßstab. Dieses Territorialisierungsprojekt spiegelt den Diskurs um den Zionismus.
Die Reise zum Mond und zurück verläuft nach einem vom Astronomen Johannes Kepler ersonnenen Prinzip, das im Roman als „Keplerbrücke“ bzw. „Erdbrücke“ bezeichnet wird. Demnach können Mondreisen ausschließlich im Schatten von Mondfinsternissen (Hinreise) oder Sonnenfinsternissen (Rückreise) stattfinden. Kepler hatte dieses Prinzip in seiner Science-Fiction-Geschichte Somnium oder: Der Traum vom Mond beschrieben.
Der Name Victor Arago kann als Hommage auf den französischen Abenteurer und Reiseschriftsteller Jacques Étienne Victor Arago gelesen werden. Arago hatte seinerzeit den jungen Jules Verne für utopische Literatur begeistert.
Darüber hinaus kommt es in einer Szene zum Auftritt von historischen Persönlichkeiten, die am Berlinischen Gymnasium zum Grauen Kloster beschäftigt waren. Das ist zum einen der Direktor Ludwig Bellermann, der im Roman die mündliche Abiturprüfung abnimmt, und zum anderen der Gymnasiallehrer Hermann Nohl, Vater des Pädagogen Herman und des Anarchisten Johannes Nohl, der mit seiner Familie in einer Wohnung auf dem Schulgelände lebte. Der Autor Martin Salomonski war selbst Schüler am Grauen Kloster und dürfte die genannten Personen persönlich gekannt haben.

## Rezeption & Kritik
Die Rezensionen nach Erscheinen des Buches waren überwiegend positiv. Die C.V.-Zeitung vom 29. März 1934 (Nr. 13) urteilte: „Wer Lust hat, einen Blick hinter den grauen Vorhang der Gegenwart, mitten hinein in die bunte Zukunft des Jahres 1953 zu tun, der folge dem Verfasser auf seinem kühnen, phantastischen Flug ins ‚andre Land‘. Er führt durch Erdteile und Himmelsraum, durch Entführungsgeschichten, Liebesabenteuer, weltumwälzende Erfindungen und ernsthafte Erörterungen der nie veralternden Judensorgen, er führt von tonfilmreifer Reportage über spritzige Aphorismen zur hymnisch verklärten Idee von der Rettung der Judenheit auf dem Mond, die aus der Inbrunst einer tapferen jungen Frau geboren wird.“
George Goetz, Chefredakteur der Jüdisch-liberalen Zeitung und außerdem Generalsekretär der Vereinigung für das Liberale Judentum in Deutschland, schreibt in seiner Buchbesprechung vom 6. April 1934 (Nr. 27/28): „Die Reise ‚ins andre Land‘ lohnt, ist ergiebig nach jeder Richtung, bietet Erfrischung, Erholung, Erheiterung, Erhebung.“
Die Jüdische Rundschau (Nr. 40/1934) hingegen sparte nicht mit Kritik an Werk und Autor: „Im Rahmen eines Romans versucht der Verfasser einen Vorschlag zu einer grotesken ‚Lösung der Judenfrage‘. Er huldigt dem unpolitischen Ideal der bürgerlichen Ruhe und des menschlichen Friedens und schlägt vor, die Juden für die Zeit, in der diese beiden Ideale durch die Weltgeschichte zerstört werden, auf den Mond zu transportieren. Wir halten den Augenblick, da alle Kräfte der Judenheit auf die konkreten Aufgaben des Palästina-Aufbaus konzentriert werden müssen, für eine romantische Lösung nicht geeignet.“

## Ausgaben
- Vorabveröffentlichung: Zwei im andern Land. Unter dem Pseudonym Stefan Reginald Marknes in der Jüdisch-liberalen Zeitung vom 1. Juni bis 22. Dezember 1933 (Digitalisat).
- Erstausgabe: Zwei im andern Land. Benjamin Harz Verlag, Berlin/Wien 1934.
- Neuausgabe: Zwei im andern Land. Mit zeitgenössischen Rezensionen sowie einem Nachwort von Alexander Fromm. Vergangenheitsverlag, Berlin 2021, ISBN 978-3-86408-264-1 (Online).
- Übersetzung: Israel on the Moon. A Berlin novel from 1933. Berlin 2023, ISBN 978-3-7549-4651-0 (Online).